# Live at Donington
Live at Donington (1993) is Iron Maidens vijfde livealbum (als de livealbums Maiden Japan, A Real Live One en A Real Dead One worden meegerekend). Zoals de titel al aangeeft, bevat het album opnamen van een liveoptreden in Castle Donington op het Monsters of Rock-festival in 1992, waar Iron Maiden het festival mocht headlinen.

## Tracklisting
1. Be Quick Or Be Dead (Dickinson/Gers)
2. The Number Of The Beast (Harris)
3. Wrathchild (Harris)
4. From Here To Eternity (Harris)
5. Can I Play With Madness (Smith/Dickinson/Harris)
6. Wasting Love (Dickinson/Gers)
7. Tailgunner (Dickinson/Harris)
8. The Evil That Men Do (Smith/Dickinson/Harris)
9. Afraid To Shoot Strangers (Harris)
10. Fear Of The Dark (Harris)
11. Bring Your Daughter... To The Slaughter (Dickinson)
12. The Clairvoyant (Harris)
13. Heaven Can Wait (Harris)
14. Run To The Hills (Harris)
15. 2 Minutes To Midnight (Smith/Dickinson)
16. Iron Maiden (Harris)
17. Hallowed Be Thy Name (Harris)
18. The Trooper (Harris)
19. Sanctuary (Iron Maiden)
20. Running Free (Harris/Di'Anno)